# 1961年モナコグランプリ
座標: 北緯43度44分4.74秒 東経7度25分16.8秒 / 北緯43.7346500度 東経7.421333度
1961年モナコグランプリ (1961 Monaco Grand Prix) は、1961年のF1世界選手権の開幕戦として、1961年5月14日にモンテカルロ市街地コースで開催された。
レギュレーションの変更に伴い、エンジンの最大排気量が1.5Lとなった最初のレースである。

## レース概要

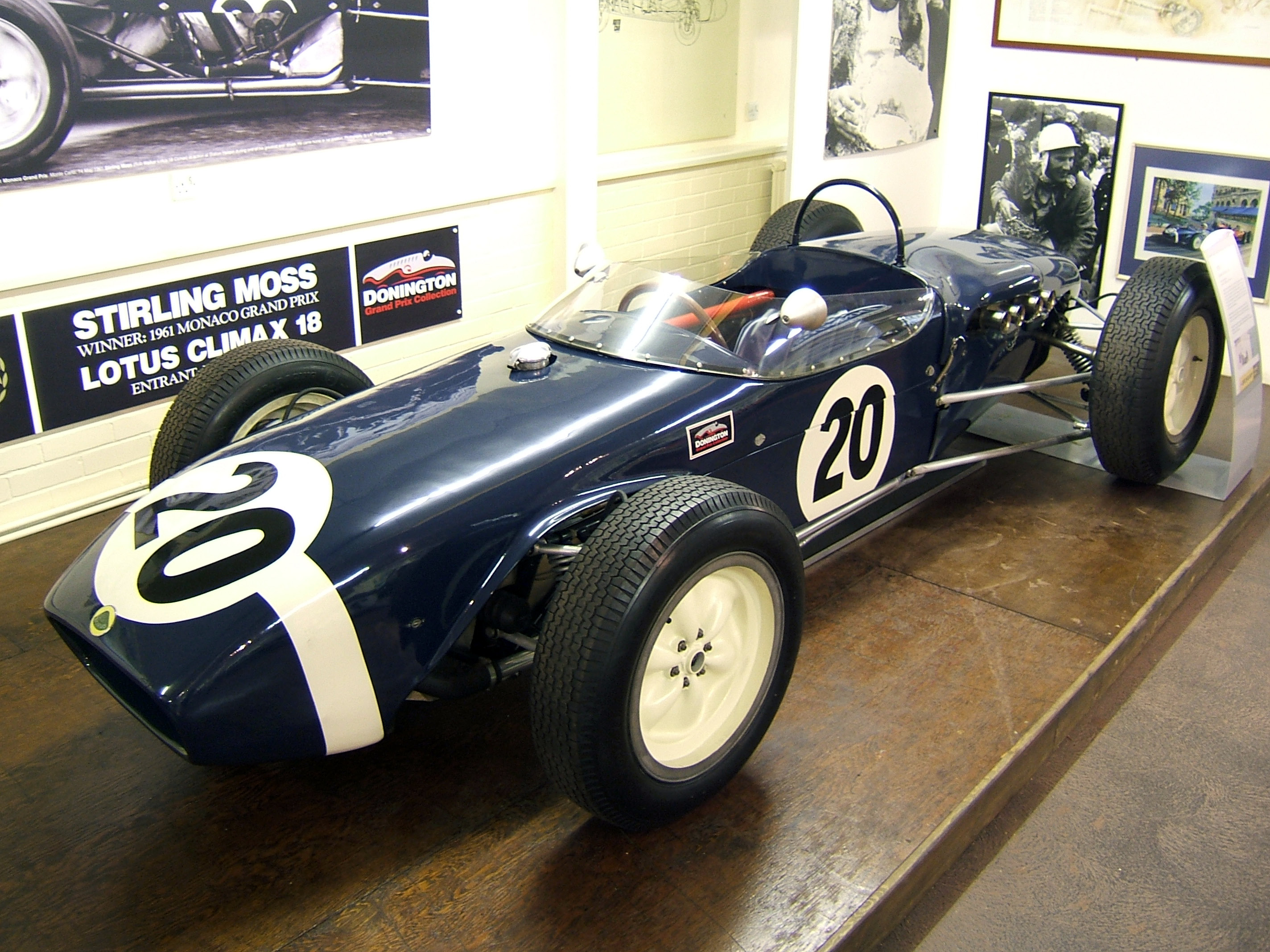
ロブ・ウォーカー・レーシングチームのロータス・18をドライブするスターリング・モスが優勝した。

1958年末、FIAが1961年からエンジンの最大排気量を従来の2.5Lから1.5Lに引き下げ、かつ最低重量を450kgとするレギュレーションの変更を発表した時、イギリス勢は即座に2.5L存続運動を行った。1959年から1960年にかけて、クーパーを筆頭にロータスやBRMといったイギリス勢が勢力を増し、参加者の大多数を占めるまでになったことでイギリス勢は2.5Lが継続されると信じて疑わなかったが、本当に1.5Lに変更されることに気づいた時にはもう手遅れだった。一方、フェラーリは1.5Lへの変更に向けて、本格的なミッドシップの新車156（V型6気筒、バンク角を従来の65度から120度に変更）を投入するなど準備を着々と進めていた。イギリス勢にとっての救いは、1957年から1960年のF2規定（最大排気量1.5L）がほぼそのままF1へ移行されたことで、旧型F2マシンとクライマックスFPFエンジン（改良型Mk2仕様、1.5L直列4気筒）で急場をしのぐことができたことだった。BRMは自製1.5Lエンジンの完成が遅れたため、クライマックスFPFエンジンを使わざるをえなかった。スターリング・モスは馬力不足を少しでも補おうと、マシンの軽量化のためにロータス・18のサイドパネルを外して本レースに臨んだほどだった。

### 予選
本レースは予選方式が通常の最速16台から変更され、ワークス・チームの主要ドライバー2人（ポルシェのヨアキム・ボニエとダン・ガーニー、BRMのグラハム・ヒルとトニー・ブルックス、クーパーのジャック・ブラバムとブルース・マクラーレン、ロータスのジム・クラークとイネス・アイルランド、フェラーリのフィル・ヒルとヴォルフガング・フォン・トリップス）とモナコGPの過去の勝者（モス（ロブ・ウォーカー・レーシングチームのロータス）とモーリス・トランティニアン（スクーデリア・セレニッシマのクーパー））は無条件で決勝への出場権が与えられた。残りの4枠と全16台のグリッド順は練習走行のタイムで争われることになり、リッチー・ギンサー（フェラーリ）、ハンス・ヘルマン（ポルシェ）、ジョン・サーティース（ヨーマン・クレジット・レーシングチームのクーパー）、ミハエル・マイ（スクーデリア・コロニアのロータス）が決勝に進出した。アイルランドは練習走行中に負傷したため、クリフ・アリソン（BRPのロータス）が繰り上がりで決勝に進出した。ポールポジションは最速タイムを出したモスが獲得した。インディ500との掛け持ちで出走したブラバムは練習走行で最下位のタイムだったが、決勝出場権を得ていたため最後尾スタートとなった。

### 決勝
ギンサーが好スタートを切り、クラークとモスを従えていく。クラークは燃料ポンプのトラブルで順位を落としていく。ギンサーは14周目にモスとボニエに抜かれ3位に後退した。レースが4分の1に達した時、モスは非力なロータス・18で10秒のリードを築いたが、フィル・ヒルとボニエがその差をじわじわと詰めていき、レースの半分に達したときには8秒、60周目には3秒にまで縮まった。ギンサーは75周目に2位へ上がり、フェラーリ・156のパワーに物を言わせてモスとの差を詰めようとしたが、モスもギンサーと同じタイムを出して首位を譲らずフィニッシュした。

## エントリーリスト
| チーム                                     | No. | ドライバー                         | コンストラクター | シャシー | エンジン                   |
| ------------------------------------------ | --- | ---------------------------------- | ---------------- | -------- | -------------------------- |
| ポルシェ・システム・エンジニアリング       | 2   | ヨアキム・ボニエ                   | ポルシェ         | 787      | ポルシェ 547/3 1.5L F4     |
| ポルシェ・システム・エンジニアリング       | 4   | ダン・ガーニー                     | ポルシェ         | 718      | ポルシェ 547/3 1.5L F4     |
| ポルシェ・システム・エンジニアリング       | 6   | ハンス・ヘルマン                   | ポルシェ         | 718      | ポルシェ 547/3 1.5L F4     |
| スクーデリア・コロニア                     | 8   | ミハエル・マイ                     | ロータス         | 18       | クライマックス FPF 1.5L L4 |
| エキップ・ナツィオナーレ・ベルゲ           | 10  | ルシアン・ビアンキ                 | エメリソン       | 61       | マセラティ 6-1500 1.5L L4  |
| エキップ・ナツィオナーレ・ベルゲ           | 12  | オリビエ・ジャンドビアン           | エメリソン       | 61       | マセラティ 6-1500 1.5L L4  |
| カモラーディ・インターナショナル           | 14  | マステン・グレゴリー               | クーパー         | T53      | クライマックス FPF 1.5L L4 |
| オーウェン・レーシング・オーガニゼーション | 16  | トニー・ブルックス                 | BRM              | P48/57   | クライマックス FPF 1.5L L4 |
| オーウェン・レーシング・オーガニゼーション | 18  | グラハム・ヒル                     | BRM              | P48/57   | クライマックス FPF 1.5L L4 |
| R.R.C. ウォーカー・レーシングチーム        | 20  | スターリング・モス                 | ロータス         | 18       | クライマックス FPF 1.5L L4 |
| ヨーマン・クレジット・レーシングチーム     | 22  | ジョン・サーティース               | クーパー         | T53      | クライマックス FPF 1.5L L4 |
| クーパー・カー・カンパニー                 | 24  | ジャック・ブラバム                 | クーパー         | T55      | クライマックス FPF 1.5L L4 |
| クーパー・カー・カンパニー                 | 26  | ブルース・マクラーレン             | クーパー         | T55      | クライマックス FPF 1.5L L4 |
| チーム・ロータス                           | 28  | ジム・クラーク                     | ロータス         | 21       | クライマックス FPF 1.5L L4 |
| チーム・ロータス                           | 30  | イネス・アイルランド               | ロータス         | 21       | クライマックス FPF 1.5L L4 |
| UDT・レイストール・レーシングチーム        | 32  | クリフ・アリソン                   | ロータス         | 18       | クライマックス FPF 1.5L L4 |
| UDT・レイストール・レーシングチーム        | 34  | ヘンリー・テイラー                 | ロータス         | 18       | クライマックス FPF 1.5L L4 |
| スクーデリア・フェラーリ SpA SEFAC         | 36  | リッチー・ギンサー                 | フェラーリ       | 156      | フェラーリ Tipo178 1.5L V6 |
| スクーデリア・フェラーリ SpA SEFAC         | 38  | フィル・ヒル                       | フェラーリ       | 156      | フェラーリ Tipo178 1.5L V6 |
| スクーデリア・フェラーリ SpA SEFAC         | 40  | ヴォルフガング・フォン・トリップス | フェラーリ       | 156      | フェラーリ Tipo178 1.5L V6 |
| スクーデリア・セレニッシマ                 | 42  | モーリス・トランティニアン         | クーパー         | T51      | マセラティ 6-1500 1.5L L4  |
| ソース:                                    |     |                                    |                  |          |                            |

追記
- タイヤは全車ダンロップ

## 結果

### 予選
| 順位    | No. | ドライバー                           | コンストラクター        | タイム | 差    | グリッド |
| ------- | --- | ------------------------------------ | ----------------------- | ------ | ----- | -------- |
| 1       | 20  | スターリング・モス 1                 | ロータス-クライマックス | 1:39.1 | －    | 01       |
| 2       | 36  | リッチー・ギンサー 2                 | フェラーリ              | 1:39.3 | + 0.2 | 02       |
| 3       | 28  | ジム・クラーク 1                     | ロータス-クライマックス | 1:39.6 | + 0.5 | 03       |
| 4       | 18  | グラハム・ヒル 1                     | BRM-クライマックス      | 1:39.6 | + 0.5 | 04       |
| 5       | 38  | フィル・ヒル 1                       | フェラーリ              | 1:39.8 | + 0.7 | 05       |
| 6       | 40  | ヴォルフガング・フォン・トリップス 1 | フェラーリ              | 1:39.8 | + 0.7 | 06       |
| 7       | 26  | ブルース・マクラーレン 1             | クーパー-クライマックス | 1:39.8 | + 0.7 | 07       |
| 8       | 16  | トニー・ブルックス 1                 | BRM-クライマックス      | 1:40.1 | + 1.0 | 08       |
| 9       | 2   | ヨアキム・ボニエ 1                   | ポルシェ                | 1:40.3 | + 1.2 | 09       |
| 10      | 30  | イネス・アイルランド 3               | ロータス-クライマックス | 1:40.5 | + 1.4 | DNS      |
| 11      | 4   | ダン・ガーニー 1                     | ポルシェ                | 1:40.6 | + 1.5 | 10       |
| 12      | 22  | ジョン・サーティース 2               | クーパー-クライマックス | 1:41.1 | + 2.0 | 11       |
| 13      | 6   | ハンス・ヘルマン 2                   | ポルシェ                | 1:41.1 | + 2.0 | 12       |
| 14      | 8   | ミハエル・マイ 2                     | ロータス-クライマックス | 1:42.0 | + 2.9 | 13       |
| 15      | 32  | クリフ・アリソン 4                   | ロータス-クライマックス | 1:42.3 | + 3.2 | 14       |
| 16      | 42  | モーリス・トランティニアン 1         | クーパー-マセラティ     | 1:42.4 | + 3.3 | 15       |
| 17      | 34  | ヘンリー・テイラー 5                 | ロータス-クライマックス | 1:42.6 | + 3.5 | DNQ      |
| 18      | 14  | マステン・グレゴリー 5               | クーパー-クライマックス | 1:42.7 | + 3.6 | DNQ      |
| 19      | 10  | ルシアン・ビアンキ 5                 | エメリソン-マセラティ   | 1:42.9 | + 3.8 | DNQ      |
| 20      | 12  | オリビエ・ジャンドビアン 5           | エメリソン-マセラティ   | 1:43.7 | + 4.6 | DNQ      |
| 21      | 24  | ジャック・ブラバム 1                 | クーパー-クライマックス | 1:44.0 | + 4.9 | 16       |
| ソース: |     |                                      |                         |        |       |          |

追記
- ^1 - 予選の結果に関係なく決勝出場権が与えられた[7]
- ^2 - 予選の結果により決勝進出[7]
- ^3 - アイルランドは予選中のアクシデントで負傷したため決勝に出走せず[7]
- ^4 - アリソンはアイルランドの負傷により繰り上がりで決勝へ進出した[7]
- ^5 - 予選不通過

### 決勝
| 順位    | No. | ドライバー                         | コンストラクター        | 周回数 | タイム/リタイア原因 | グリッド | ポイント |
| ------- | --- | ---------------------------------- | ----------------------- | ------ | ------------------- | -------- | -------- |
| 1       | 20  | スターリング・モス                 | ロータス-クライマックス | 100    | 2:45:50.1           | 1        | 9        |
| 2       | 36  | リッチー・ギンサー                 | フェラーリ              | 100    | + 3.6               | 2        | 6        |
| 3       | 38  | フィル・ヒル                       | フェラーリ              | 100    | + 41.3              | 5        | 4        |
| 4       | 40  | ヴォルフガング・フォン・トリップス | フェラーリ              | 98     | アクシデント        | 6        | 3        |
| 5       | 4   | ダン・ガーニー                     | ポルシェ                | 98     | + 2 Laps            | 10       | 2        |
| 6       | 26  | ブルース・マクラーレン             | クーパー-クライマックス | 95     | + 5 Laps            | 7        | 1        |
| 7       | 42  | モーリス・トランティニアン         | クーパー-マセラティ     | 95     | + 5 Laps            | 15       |          |
| 8       | 32  | クリフ・アリソン                   | ロータス-クライマックス | 93     | + 7 Laps            | 14       |          |
| 9       | 6   | ハンス・ヘルマン                   | ポルシェ                | 91     | + 9 Laps            | 12       |          |
| 10      | 28  | ジム・クラーク                     | ロータス-クライマックス | 89     | + 11 Laps           | 3        |          |
| 11      | 22  | ジョン・サーティース               | クーパー-クライマックス | 68     | エンジン            | 11       |          |
| 12      | 2   | ヨアキム・ボニエ                   | ポルシェ                | 59     | インジェクション    | 9        |          |
| 13      | 16  | トニー・ブルックス                 | BRM-クライマックス      | 54     | エンジン            | 8        |          |
| Ret     | 8   | ミハエル・マイ                     | ロータス-クライマックス | 42     | オイルパイプ        | 13       |          |
| Ret     | 24  | ジャック・ブラバム                 | クーパー-クライマックス | 38     | イグニッション      | 16       |          |
| Ret     | 18  | グラハム・ヒル                     | BRM-クライマックス      | 11     | 燃料ポンプ          | 4        |          |
| DNS     | 30  | イネス・アイルランド               | ロータス-クライマックス |        | 予選でアクシデント  |          |          |
| DNQ     | 34  | ヘンリー・テイラー                 | ロータス-クライマックス |        | 予選不通過          |          |          |
| DNQ     | 14  | マステン・グレゴリー               | クーパー-クライマックス |        | 予選不通過          |          |          |
| DNQ     | 10  | ルシアン・ビアンキ                 | エメリソン-マセラティ   |        | 予選不通過          |          |          |
| DNQ     | 12  | オリビエ・ジャンドビアン           | エメリソン-マセラティ   |        | 予選不通過          |          |          |
| ソース: |     |                                    |                         |        |                     |          |          |

ラップリーダー
- 1-13=リッチー・ギンサー、14-100=スターリング・モス

## 第1戦終了時点のランキング
| 順位 | ドライバー                         | ポイント |
| ---- | ---------------------------------- | -------- |
| 1    | スターリング・モス                 | 9        |
| 2    | リッチー・ギンサー                 | 6        |
| 3    | フィル・ヒル                       | 4        |
| 4    | ヴォルフガング・フォン・トリップス | 3        |
| 5    | ダン・ガーニー                     | 2        |

| 順位 | コンストラクター        | ポイント |
| ---- | ----------------------- | -------- |
| 1    | ロータス-クライマックス | 9        |
| 2    | フェラーリ              | 6        |
| 3    | ポルシェ                | 2        |
| 4    | クーパー-クライマックス | 1        |

- 注:  トップ5のみ表示。ベスト5戦のみがカウントされる。